# Avenida Fuerza Aérea Argentina

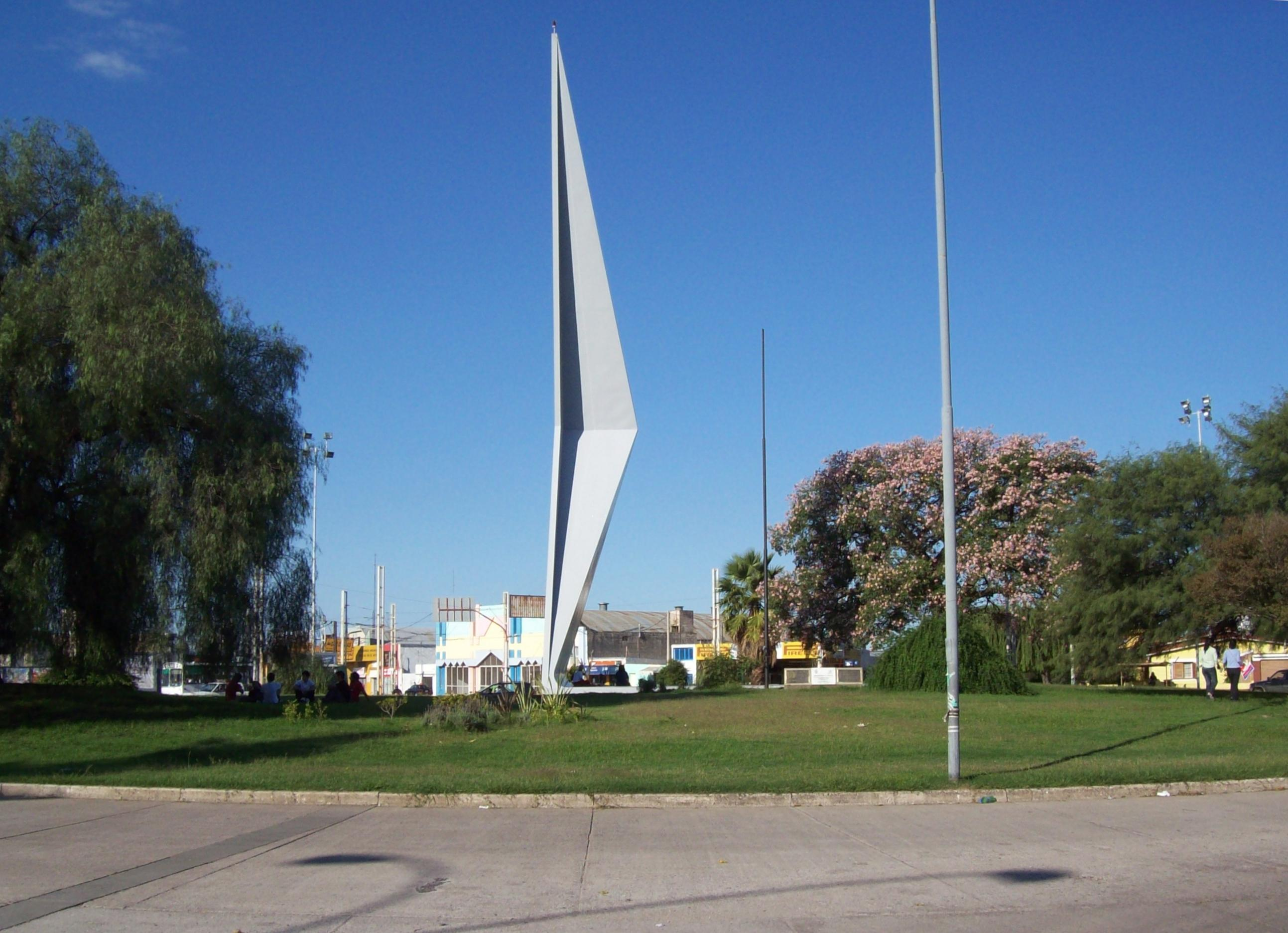
La icónica "Rotonda del Ala".

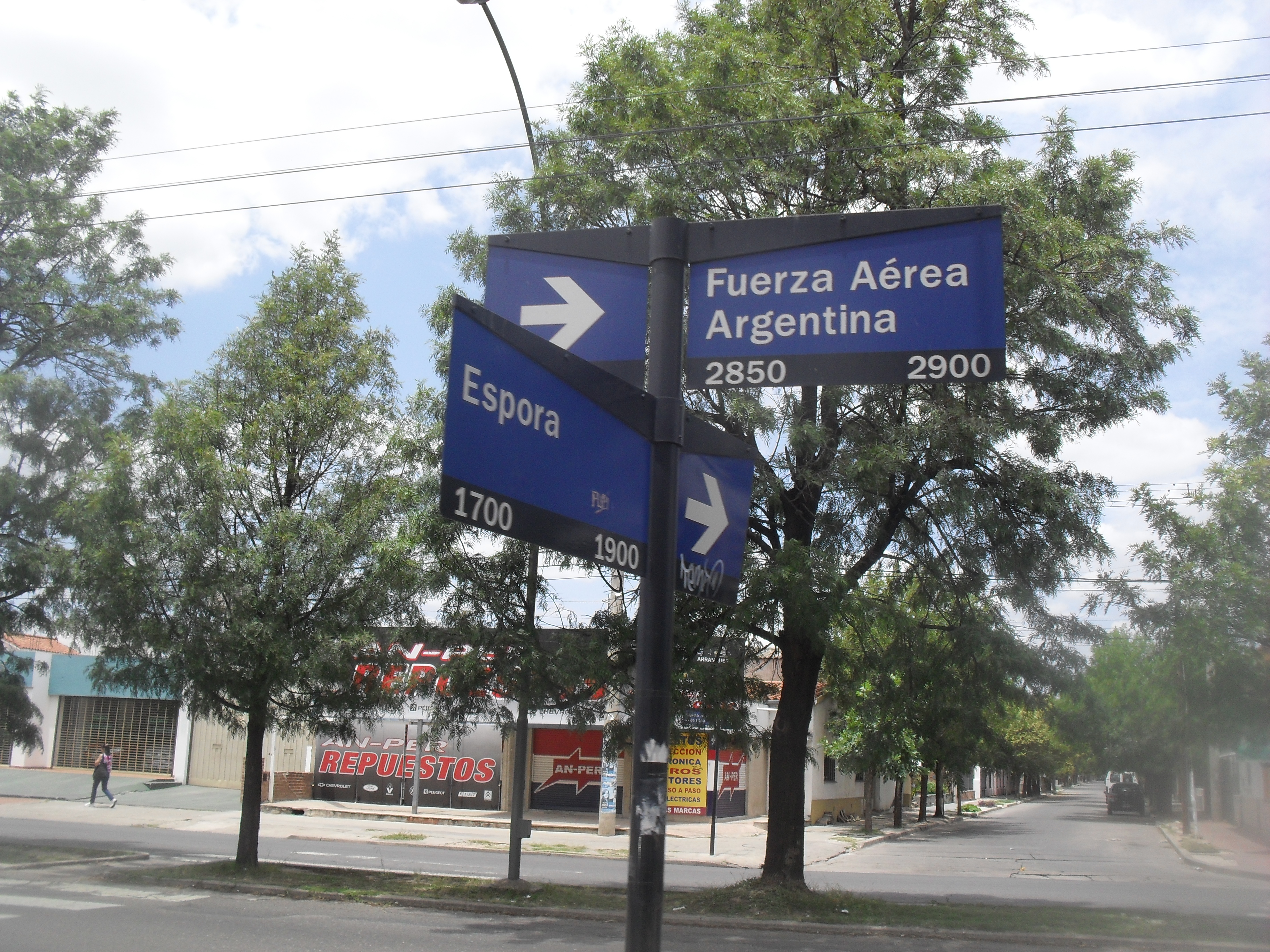
Cartel nomenclador que señala la dirección del flujo vehicular, el nombre y la numeración catastral de la avenida.

La Avenida Fuerza Aérea Argentina es una avenida cordobesa totalmente asfaltada, que pasa por el sur de esta ciudad argentina. La misma tiene un recorrido de aproximadamente 5 km y se extiende desde la Rotonda del Ala hasta el comienzo de la Autopista a Carlos Paz, ya saliendo de la Ciudad de Córdoba. Es la continuación de la Avenida Julio A.Roca. La avenida tiene tres carriles por los dos sentidos de circulación. En su nacimiento se encuentra el importante centro comercial Dinosaurio Mall Ruta 20.

## Toponimia
La avenida lleva este nombre, ya que en su etapa final de recorrido (del 5000 al 6000) se encuentra la Guarnición Aérea Córdoba de la Fuerza Aérea Argentina. Pese a llevar este nombre, los vecinos la conocen como Ruta 20, ya que esta avenida forma parte de la  RN 20 .

## Transporte sobre la avenida
Sobre esta larga y reconocida avenida de la Ciudad de Córdoba, pasan la línea de trolebuses C que apenas corre 3 km sobre esta traza, mientras que las líneas 60 y 65 llegan al CPC Ruta 20, mientras que la línea 64 recorre solo 150 m hasta doblar a la calle Tronador, mientras que la línea 67 dobla a la avenida desde la calle Roque Arias y llega hasta la Escuela de Aviación Militar. También pasan líneas de transporte Interurbano y larga distancia. También circula una línea del corredor diferencial y dos del segundo anillo de circunvalación.
| Corredor   | Líneas         |
| ---------- | -------------- |
| Corredor 6 | - 60 - 65 - 67 |
|            | - Trole C      |
|            | - 600 - 601    |

## Barrios en su traza
La avenida es la calle que limita con todos los barrios, es decir, les cambia el nombre. Los barrio por donde pasan son:
- San Francisco
- Residencial Olivos
- Carola Lorenzini
- Avenida
- Mariano Balcarce
- Los Naranjos
- Rosedal
- Los Plátanos
- A.T.E.
- Ameghino Sud
- Ameghino Norte
- San Roque
- Villa Adela
- Aeronáutico
- Parque Capital